# Новобадраково
Новобадраково (баш. Яңы Баҙраҡ) — деревня в Дюртюлинском районе Республики Башкортостан Российской Федерации. Входит в состав  Учпилинского сельсовета. 

## География

### Географическое положение
Расстояние до:
- районного центра (Дюртюли): 31 км,
- ближайшей ж/д станции (Уфа): 155 км.

## Население
| 2002 | 2009 | 2010 |
| ---- | ---- | ---- |
| 36   | ↘29  | ↘26  |

Согласно переписи 2002 года, преобладающая национальность — марийцы (97 %).